# فارمنغتون (مقاطعة واشنطن)
فارمنغتون، مقاطعة واشنطن (بالإنجليزية: Farmington, Washington County, Wisconsin)‏ هي بلدة تقع بولاية ويسكونسن في الولايات المتحدة. تبلغ مساحتها 95 (كم²)، وترتفع عن سطح البحر 273 م، بلغ عدد سكانها 3239 نسمة في عام 2000 حسب إحصاء مكتب تعداد الولايات المتحدة وتصل الكثافة السكانية فيها 34.4 نسمة/كم2.

## وصلات خارجية
- The US50 - Cities and Towns in Wisconsin State
- Wisconsin Cities and Towns, Facts, Map, Flag, Colleges, Government, and More